# Samouwolnienie
Ten artykuł należy dopracować:

przedstawiono sytuację tylko z polskiej perspektywy – artykuł powinien być przekrojowy.
Pomóż go poprawić. 
Samouwolnienie (pot. ucieczka z więzienia) – przestępstwo skierowane przeciwko wymiarowi sprawiedliwości, polegające na samowolnym, nielegalnym opuszczeniu zakładu karnego przez skazanego (lub ukaranego) orzeczeniem sądu na karę pozbawienia wolności (karę aresztu lub aresztu wojskowego). Przestępstwo ma także miejsce, jeśli osoba osadzona na mocy prawnego nakazu wydanego przez inny organ państwowy opuszcza miejsce zamknięcia, a także gdy będąc pozbawionym wolności na podstawie orzeczenia sądu lub tego nakazu oraz przebywając bez dozoru poza zakładem karnym lub aresztem śledczym w związku z wykonywaniem pracy, samowolnie opuszcza 
wyznaczone miejsce wykonywania pracy lub samowolnie poza nim 
pozostaje.

## Karalność według polskiego Kodeksu karnego
Za samouwolnienie Kodeks karny przewiduje karę do 2 lat pozbawienia wolności.